# Encrypted Key Exchange

Schema dello scambio di chiavi DH-EKE

Encrypted Key Exchange (anche detta EKE) è una famiglia di metodi di interazione tra due o più partecipanti per l'autenticazione e la condivisione di una chiave crittografica di sessione. Basati sulla conoscenza condivisa di una comune password, sono stati descritti da Steven M. Bellovin e Michael Merritt. Alcune varianti di EKE presenti nella pubblicazione originale hanno mostrato diverse debolezze, ma altre sue varianti, migliorate e potenziate, hanno reso EKE il primo metodo efficace per ricavare una chiave di sessione condivisa e l'autenticazione mutua mediante una password condivisa.

## Requisiti
Un protocollo EKE per essere considerato sicuro deve poter garantire la robustezza nei confronti di diversi attacchi:
- anche se le due parti condividono una password debole il protocollo deve essere forte rispetto attacchi off-line (dizionario, forza bruta) sui pacchetti scambiati;
- il protocollo deve essere robusto nei confronti dei replay attack.

## DH-EKE
Una delle versioni presenti nella pubblicazione originale ed effettivamente sicura è basata sul metodo di scambio di chiavi Diffie-Hellman. Si riporta di seguito il protocollo. Si supponga che {\displaystyle A} sia il client, {\displaystyle S} sia il server e {\displaystyle w} sia {\displaystyle H(password)} con {\displaystyle H} funzione crittografica di hash.
{\displaystyle A\rightarrow S:w[g^{a}mod(p)]}
con {\displaystyle w[g^{a}mod(p)]} indichiamo la cifratura con un algoritmo a chiave simmetrica di {\displaystyle g^{a}mod(p)} con la chiave {\displaystyle w}
{\displaystyle S\rightarrow A:K(n_{1}),w[g^{b}mod(p)]}
{\displaystyle S} calcola K come {\displaystyle k=g^{ab}mod(p)} e sceglie un nonce {\displaystyle n_{1}}
{\displaystyle A\rightarrow S:K(n_{1},n_{2})}
{\displaystyle A} può decifrare il challenge {\displaystyle K(n_{1})} selezionare un nuovo nonce {\displaystyle n_{2}}. In questo modo invia un challenge al server e nel contempo mostra di conoscere {\displaystyle K} autenticandosi come {\displaystyle A} verso il server
{\displaystyle S\rightarrow A:K(n_{2})}
il server risponde al challenge autenticandosi verso {\displaystyle A}. Di qui in poi i due attori del protocollo sono autenticati e dispongono di una chiave di sessione. Si noti che un attacco brute force sui messaggi cifrati con {\displaystyle w} sono inattuabili poiché un attaccante non può verificare (se non per tentativi on-line) che la decifratura è andata a buon fine. La quantità {\displaystyle g^{a}mod(p)} è infatti casuale. Lo stesso motivo (la scelta di quantità {\displaystyle a} e {\displaystyle b} casuali mette al sicuro il protocollo nei confronti di reply-attack).

### Vulnerabilità di DH-EKE
DH-EKE è vulnerabile ad un attacco di discovery sul database del server. Se infatti un malintenzionato riuscisse a rubare l'hash {\displaystyle w} potrebbe inscenare un protocollo di autenticazione sia camuffandosi da server, che da client.

## Augmented-EKE
Per eliminare la vulnerabilità precedente si fa in modo che il server conservi non la password, ma una quantità derivata da una funzione one-way applicata sulla stessa. In questo modo un attaccante anche rubando le informazioni presenti sul server non può utilizzarle per rimpiazzare il client.